# Afroscardia capnochalca
Afroscardia capnochalca är en fjärilsart som beskrevs av Edward Meyrick 1932. Afroscardia capnochalca ingår i släktet Afroscardia och familjen äkta malar.
Artens utbredningsområde är Uganda. Inga underarter finns listade i Catalogue of Life.